# Altonaer Holzhafen

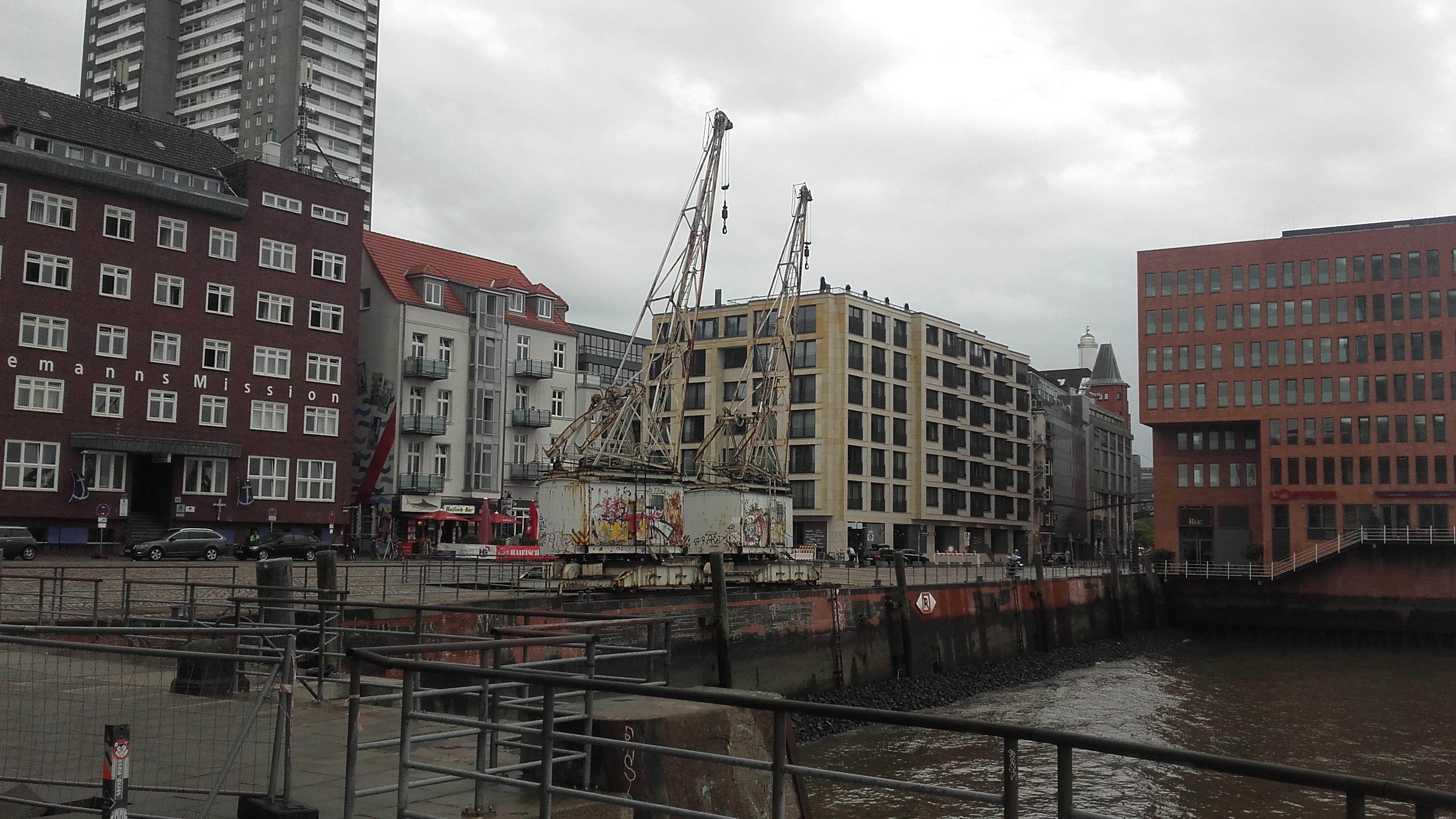
Blick auf den Altonaer Holzhafen (2019)

Der Altonaer Holzhafen ist ein Hafenbecken in Hamburg-Altona-Altstadt an der Großen Elbstraße, das zwischen 1722 und 1724 für die Kleinschifffahrt erbaut wurde. Er sollte ursprünglich die Versorgung von Altona mit Lebensmitteln (insbesondere Fisch und Getreide) und Baustoffen sicherstellen. Die Kaibefestigung wurde mit Holz erstellt und daraus leitet sich auch der Namen des Hafenbeckens ab. Es gilt als das älteste noch erhaltene Hafenbecken Hamburgs.
Später (etwa in der zweiten Hälfte des 19. Jahrhunderts) erhielt der Holzhafen zusätzlich einen Anleger für den Fährbetrieb. Dieser Fährbetrieb wurde bis in die 1970er Jahre aufrechterhalten.
Ursprünglich befand sich am Hafenbecken ein einzelner Wippkran zum Be- und Entladen der Schiffe. Dieser Wippkran blieb nicht erhalten. Stellvertretend wurden 1989 zwei baugleiche Krane von ihrem Ursprungsstandort am Lübecker Ufer an den Altonaer Holzhafen gebracht. Die beiden Krane sollen mit Hilfe von Spendengeldern wieder aufgearbeitet werden.